# غاي سميث (كاتب)
غاي سميث (بالإنجليزية: Guy Smith)‏ (17 نوفمبر 1957، أوغستا في الولايات المتحدة)؛ كاتِب، مؤلِّف أغانٍ وروائي أمريكي.